# Bobartia gracilis
Bobartia gracilis är en irisväxtart som beskrevs av John Gilbert Baker. Bobartia gracilis ingår i släktet Bobartia och familjen irisväxter. Inga underarter finns listade i Catalogue of Life.